# الکسیوکا (کومرتائو، باشقیرستان)
الکسیوکا (به لاتین: Alexeyevka) یک منطقهٔ مسکونی در روسیه است که در باشقیرستان واقع شده‌است. الکسیوکا ۳۳۶ نفر جمعیت دارد.